# Administrator (katholische Kirche)
Ein Administrator (von lateinisch administrare ‚verwalten‘) ist im katholischen Kirchenrecht der Vorsteher eines juristisch selbständigen Kirchengebietes, eines Klosters oder einer bestimmten Einrichtung.

## Verschiedene Formen
- Ein Diözesanadministrator ist der interimistische Verwalter einer Diözese. Dieser ist gewöhnlich ein Weihbischof oder ein anderer Priester und amtiert im Zeitraum einer Sedisvakanz, also nach dem Rücktritt oder Tod des Diözesanbischofs, bis zur Amtseinführung eines Nachfolgers.[1] Innerhalb seiner Amtszeit kann er nichts verfügen, was endgültigen Charakter besitzt.
- Der Apostolische Administrator ist der Leiter einer Apostolischen Administratur oder eines (vorübergehend) direkt dem Heiligen Stuhl unterstellten Jurisdiktionsbezirkes.
- Ein Pfarradministrator ist ein vom Bischof oder Diözesanadministrator vorübergehend zur Leitung einer Pfarrei bestellter Geistlicher.[2]
- Ein Administrator oder Prior-Administrator ist der interimistisch amtierende Leiter einer klösterlichen Niederlassung der Prälatenorden (Benediktiner, Zisterzienser, Prämonstratenser und Augustiner-Chorherren) im Rang einer Abtei, wenn er nicht die Abtsweihe erhalten hat, oder eines Priorates, wenn besondere Umstände dies nahelegen. Ist er benedizierter Abt, so nennt man ihn meist Abt-Administrator. Der Administrator wird durch das Konventkapitel für eine bestimmte Zeit gewählt oder kann auch vom Hl. Stuhl als sogenannter Apostolischer Administrator eingesetzt werden.
- Administrator excurrendo – Administrator, der an der von ihm verwalteten Stelle nicht ständig vor Ort ist.